# 廖了以

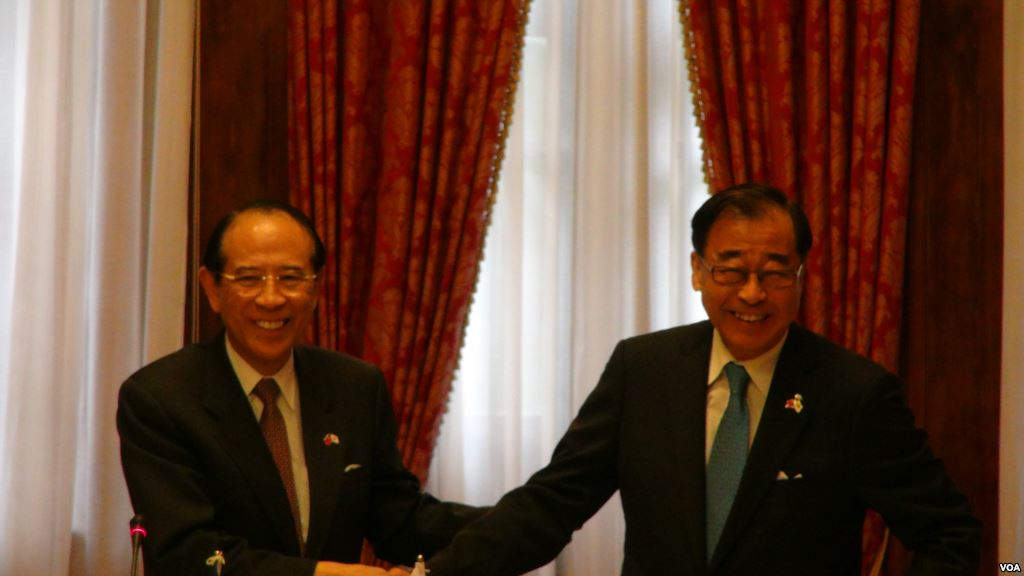
右が廖了以。左は公益財団法人交流協会会長の大橋光夫。

廖 了以（りょう りょうい）は台湾の政治家。前亜東関係協会会長。逢甲大学統計学部卒。国民党に属し、元豊原市長や、台中県長、内政部長、総統府秘書長、2009年9月から2012年1月31日まで国民党秘書長。
台湾政治に付き物である地方派閥のうち、台中市紅派のボス。地盤は豊原区。
母親は日本人であり、外祖父に日本統治時代に台中庁長を務めた佐藤謙太郎がいる。日本語は「読むのは苦手だが話すのは可能」と語っており、日本人との会話には日本語を使用する。
2018年4月、日本政府より旭日重光章を受章した。